# 白骨溫泉
白骨溫泉（しらほねおんせん）是日本長野縣安曇地方的溫泉，以乳白色的湯聞名全日本。

## 泉質及特色
- 含有硫磺-鈣・鎂的鹼性溫泉。

- 對於腸胃疾病、精神疾病、婦科疾病和慢性疲勞具有療效。過去曾有「白骨溫泉泡三天，三年不會得感冒」的說法。

- 湧出時呈透明狀，會隨著時間經過而變得白濁。主要原因是從溫泉水中的硫化氫析出了硫磺粒子，以及重碳酸鈣分解成為碳酸鈣。

- 浴池因為石灰堆積，觸感溫潤如玉，入浴感覺甚佳。

- 位在飛驒山脈（又稱日本北阿爾卑斯山）山麓，被山與溪谷所包圍，擁有「秘湯」的寧靜氛圍。公共交通班次少，但相對地格外清靜。入夜後因為光害甚少，在露天浴池泡湯時可以看見銀河跟流星，十分愜意。

## 名稱由來
古時候有「白骨溫泉」與「白船溫泉」兩種名稱，大正時代以後因為文學作品的描寫，「白骨溫泉」聲名大噪，自此成為統一用法。
「白骨」之名的由來，一說是樹枝落入溫泉池內，被水中的石灰質包覆染白，狀似人骨，因而得名。另一說是石灰質在溫泉池內凝固沈澱，其紋路狀似人骨；至於「白船」之名的由來亦與此近似，日文中「湯船」一詞意指「浴池」或「浴缸」，此處溫泉的浴池多被石灰染白，故得名。

## 造假事件
2004年7月，白骨溫泉地區爆發了「溫泉偽裝問題」（造假事件），在日本造成騷動，甚至連台灣的媒體也加以報導。
事情是「野天風呂」浴場，以及部分溫泉旅館，被發現在溫泉中添加入浴劑（溫泉粉或溫泉劑）。業者之所以添加入浴劑，是因為以「水質白濁」聞名於世的白骨溫泉，大約自1996年開始，部分源泉的白濁程度逐漸減少。若干溫泉業者擔心不再白濁的溫泉失去特色，無法吸引顧客上門，因此利用入浴劑增加視覺上的渾濁感。當時連安曇村村長經營的旅館也被發覺造假，村長因此辭職負責。
此事件引起日本社會對於「溫泉偽裝問題」的重視，開始大規模調查溫泉的使用實況，結果陸續發現各地都有不同情況的溫泉偽裝問題。譬如有些溫泉宿場的源泉明明已經枯竭超過十年，依然掛著溫泉名號經營。也有以自來水加熱謊稱溫泉者。甚至有使用地熱發電所的工業廢水偽稱為溫泉的。
當年11月，長野縣為挽回消費者的信賴，創設了「安心‧安全‧正直的信州溫泉表示認證制度」。除此之外，日本各地許多溫泉組織也自發性地重新檢測旗下業者的溫泉來源以及水質。
2005年2月24日，日本修改溫泉法，規定溫泉業者有義務公告其「溫泉分析書」，詳細標示溫泉的成分、來源、是否循環利用、是否經過加溫、是否加水、是否使用入浴劑……等等。各地區性的溫泉組織也訂立自己的檢測與保證規章。